# Cal Collins
Pour les articles homonymes, voir Collins.
Cal Collins est un guitariste américain, né Calvin Collins le 5 mai 1933 à Medora (Indiana) et mort le 27 août 2001 à Dillsboro (Indiana).
Bercé par la country et  le bluegrass, il apprend à jouer de la mandoline puis s'intéresse au jazz alors qu'il écoute Nat King Cole, George Shearing, Art Tatum ou encore Django Reinhardt et Charlie Christian. Jack Sheldon, rencontré dans un club de Cincinnati, le recommande à Benny Goodman et Carl Jefferson le remarque. Signant avec la firme Concord, compagnie de ce dernier, il participe alors à de nombreux festivals et enregistre en soliste et avec Marshall Royal, Rosemary Clooney, Monty Budwig, Jeff Hamilton, Herb Ellis, Ray Brown ou encore Buddy Tate. Il fait également partie du Concord Super Band avec Michael Moore, Scott Hamilton, Warren Vaché ou encore Nat Pierce et Jake Hanna.
Disciple de Tal Farlow, il développe un lyrisme et une élégance qui le rapprochent de son modèle, en de longues phrases sans aspèrités, avec une sonorité ronde et profonde, exploitant avec justesse toutes les richesses de la grille harmonique, sur tous les tempos.

## Discographie personnelle
- 1974 : Milestones (Pausa)
- 1977 : Hi boss guitar
- 1978 : Cincinnati to L.A. (Concord Jazz)
- 1978 : In San Francisco (Concord Jazz)
- 1979 : Blues on my mind (Concord Jazz)
- 1979 : By myself (Concord Jazz)
- 1980 : Interplay (Concord Jazz)
- 1981 : Cross country (Concord Jazz)
- 1983 : Crack'd rib (Mo Pro)
- 1990 : Ohio style (Concord Jazz)
- 1998 : S'us four (J Curve)